# Lista de prefeitos de Penápolis
Esta é a lista de prefeitos e vice-prefeitos do Município de Penápolis, estado brasileiro de São Paulo.
O município de Penápolis foi criado em 22 de dezembro de 1913, através do Decreto Lei Estadual nº 1397.
Até 1907 os intendentes municipais eram designados pelo Governador do Estado ou pela Câmara Municipal, e a partir desta data passaram a ser designados prefeitos. Com a Revolução de 1930 os prefeitos passaram a ser nomeados exclusivamente pelos governadores do estado, situação que mudou em 1936 quando as nomeações voltaram a ser feitas pela Câmara Municipal. Com a implantação do Estado Novo em 1937, os prefeitos passaram a ser designados pelo interventor federal. Em 1945 com a redemocratização do país, os prefeitos passaram a ser eleitos por voto popular, livre, direto e secreto.
Legenda
| Nº | Nome                                              | Partido | Vice-prefeito                                           | Início do mandato       | Fim do mandato         | Observações                                           |
| 1  | James Mellor                                      |         | —                                                       | 22 de maio de 1914      | 8 de setembro de 1915  | Prefeito eleito indiretamente                         |
| 2  | Raphael Cezário                                   |         | —                                                       | 9 de setembro de 1915   | 31 de dezembro de 1915 | Prefeito eleito indiretamente                         |
| 3  | James Mellor                                      |         | —                                                       | 1º de janeiro de 1916   | 15 de janeiro de 1916  | Prefeito eleito indiretamente                         |
| 4  | Adolf Hecht                                       |         | —                                                       | 16 de janeiro de 1916   | 3 de julho de 1917     | Prefeito eleito indiretamente                         |
| 5  | Gumercindo Pereira dos Reis                       |         | —                                                       | 4 de julho de 1917      | 1º de abril de 1919    | Prefeito eleito indiretamente                         |
| 6  | Renato Dias de Aguiar                             |         | —                                                       | 2 de abril de 1919      | 15 de janeiro de 1920  | Prefeito eleito indiretamente                         |
| 7  | Manoel Bento da Cruz                              |         | —                                                       | 16 de janeiro de 1920   | 24 de agosto de 1920   | Prefeito eleito indiretamente                         |
| 8  | Adolf Hecht                                       |         | —                                                       | 6 de setembro de 1920   | 16 de novembro de 1920 | Prefeito eleito indiretamente                         |
| 9  | Antônio Werneck dos Passos                        |         | —                                                       | 17 de novembro de 1920  | 15 de janeiro de 1921  | Prefeito eleito indiretamente                         |
| 10 | Adolf Hecht                                       |         | —                                                       | 10 de janeiro de 1921   | 15 de março de 1921    | Prefeito eleito indiretamente                         |
| 11 | Andrelino Vaz de Arruda                           |         | —                                                       | 16 de março de 1921     | 24 de janeiro de 1924  | Prefeito eleito indiretamente                         |
| 12 | Euclides de Oliveira Lima                         |         | —                                                       | 25 de janeiro de 1924   | 17 de setembro de 1925 | Prefeito eleito indiretamente                         |
| 13 | Francisco Coelho                                  |         | —                                                       | 18 de setembro de 1925  | 17 de outubro de 1925  | Prefeito eleito indiretamente                         |
| 14 | Joaquim Mendes Braga                              |         | —                                                       | 17 de janeiro de 1928   | 30 de abril de 1928    | Prefeito eleito indiretamente                         |
| 15 | João Batista de Carvalho                          |         | —                                                       | 1º de maio de 1928      | 30 de maio de 1928     | Prefeito eleito indiretamente                         |
| 16 | Joaquim Mendes Braga                              |         | —                                                       | 1º de junho de 1928     | 15 de janeiro de 1930  | Prefeito eleito indiretamente                         |
| 17 | João Batista de Carvalho                          |         | —                                                       | 16 de janeiro de 1930   | 27 de outubro de 1930  | Prefeito eleito indiretamente                         |
| 18 | Renato Dias de Aguiar                             |         | —                                                       | 28 de outubro de 1930   | 30 de outubro de 1933  | Prefeito nomeado                                      |
| 19 | Carlos Sampaio Filho                              |         | —                                                       | 31 de outubro de 1933   | 28 de julho de 1936    | Prefeito nomeado                                      |
| 20 | Graciliano de Oliveira                            |         | —                                                       | 29 de julho de 1936     | 30 de abril de 1938    | Prefeito nomeado                                      |
| 21 | Antônio Prudêncio                                 |         | —                                                       | 1º de maio de 1938      | 22 de agosto de 1938   | Prefeito nomeado                                      |
| 22 | Jose Henriques Wanderley                          |         | —                                                       | 23 de agosto de 1938    | 30 de janeiro de 1939  | Prefeito nomeado                                      |
| 23 | Renato Dias de Aguiar                             |         | —                                                       | 31 de janeiro de 1939   | 4 de setembro de 1941  | Prefeito nomeado                                      |
| 24 | Graciliano de Oliveira                            |         | —                                                       | 4 de setembro de 1941   | 14 de outubro de 1946  | Prefeito nomeado                                      |
| 25 | Adelino Peters                                    |         | —                                                       | 28 de outubro de 1946   | 25 de março de 1947    | Prefeito nomeado                                      |
| 26 | Alvaro de Carvalho                                |         | —                                                       | 26 de março de 1947     | 21 de maio de 1947     | Prefeito nomeado                                      |
| 27 | Hermano Dias de Aguiar                            |         | —                                                       | 22 de maio de 1947      | 13 de setembro de 1947 | Prefeito nomeado                                      |
| 28 | José Pinto de Almeida                             |         | —                                                       | 20 de outubro de 1947   | 22 de dezembro de 1947 | Prefeito nomeado                                      |
| 29 | Ênio Soliani                                      |         | —                                                       | 1º de janeiro de 1948   | 31 de dezembro de 1951 | prefeito eleito pelo voto direto                      |
| 30 | Jandira Trench                                    | PSP     | Antônio Galvão de Arruda (UDN)                          | 1º de janeiro de 1952   | 31 de dezembro de 1955 | Prefeita e vice eleitos em sufrágio universal         |
| 31 | Joaquim Veiga de Araujo                           | PSP     | Vitório Filippin                                        | 1º de janeiro de 1956   | 31 de dezembro de 1959 | Prefeito e vice eleitos em sufrágio universal         |
| 32 | Nagib Sabino                                      |         |                                                         | 1º de janeiro de 1960   | 20 de outubro de 1960  | prefeito eleito pelo voto direto                      |
| 33 | Orlando Chrisóstemo de Oliveira                   |         |                                                         | 21 de outubro de 1960   | 6 de dezembro de 1963  | prefeito eleito pelo voto direto                      |
| 34 | Nagib Sabino                                      |         |                                                         | 7 de dezembro de 1960   | 30 de julho de 1963    | prefeito eleito pelo voto direto                      |
| 35 | Orlando Chrisóstemo de Oliveira                   |         |                                                         | 31 de julho de 1963     | 2 de dezembro de 1963  | prefeito eleito pelo voto direto                      |
| 36 | Nagib Sabino                                      |         |                                                         | 3 de dezembro de 1963   | 31 de dezembro de 1963 | prefeito eleito pelo voto direto                      |
| 37 | Edison João Geraissate                            |         |                                                         | 1º de janeiro de 1964   | 31 de janeiro de 1969  | prefeito eleito pelo voto direto                      |
| 38 | Dirceu Gastão dos Santos Peters                   |         | Emílio Fonseca                                          | 1º de fevereiro de 1969 | 31 de janeiro de 1973  | Prefeito e vice eleitos em sufrágio universal         |
| 39 | Nagib Sabino                                      |         |                                                         | 1º de fevereiro de 1973 | 31 de janeiro de 1977  | Prefeito eleito em sufrágio universal                 |
| 40 | Ricardo Rodrigues de Castilho                     | MDB     |                                                         | 1º de fevereiro de 1977 | 31 de janeiro de 1983  | Prefeito eleito em sufrágio universal                 |
| 41 | João Carlos D’Elia                                | PMDB    | Edson Jereissati                                        | 1º de fevereiro de 1983 | 31 de dezembro de 1988 | Prefeito e vice eleitos em sufrágio universal         |
| 42 | Sinoel Batista                                    | PMDB    | Odemar Rosa Pereira                                     | 1º de janeiro de 1989   | 31 de dezembro de 1993 | Prefeito e vice eleitos em sufrágio universal         |
| 43 | Alidino Valter Bonini                             | PMDB    | Jayme Monteiro                                          | 1º de janeiro de 1993   | 31 de dezembro de 1996 | Prefeito e vice eleitos em sufrágio universal         |
| 44 | Benone Soares de Queiroz                          | PSDB    | Firmino Ribeiro Sampaio                                 | 1º de janeiro de 1997   | 5 de junho de 1998     | Prefeito e vice eleitos em sufrágio universal         |
| 45 | Firmino Ribeiro Sampaio                           | PFL     | —                                                       | 6 de junho de 1998      | 31 de dezembro de 2000 | Vice-prefeito eleito no cargo de Prefeito             |
| 46 | Firmino Ribeiro Sampaio                           | PFL     | Benone Soares de Queiroz Junior, Benoninho              | 1º de janeiro de 2001   | 31 de dezembro de 2004 | Prefeito e vice eleitos em sufrágio universal         |
| 47 | João Luis dos Santos                              | PT      | José Carlos Aguirre Monteiro, Dr. Zeca Monteiro (PT)    | 1º de janeiro de 2005   | 31 de dezembro de 2008 | Prefeito e vice eleitos em sufrágio universal         |
| 47 | João Luis dos Santos                              | PT      | Ricardo Rodrigues de Castilho (PV)                      | 1º de janeiro de 2009   | 31 de dezembro de 2012 | Prefeito reeleito e vice eleito em sufrágio universal |
| 48 | Célio José de Oliveira                            | PSD     | Ricardo Rodrigues de Castilho (PV)                      | 1º de janeiro de 2013   | 31 de dezembro de 2016 | Prefeito eleito e vice reeleito em sufrágio universal |
| 49 | Rubens de Médici Ito Bertolini, Rubinho Bertolini | SD      | —                                                       | 1º de janeiro de 2017   | 11 de maio de 2017     | Presidente da Câmara como Prefeito interino           |
| 50 | Célio José de Oliveira                            | PSDB    | Carlos Alberto Feltrin (PMDB)                           | 12 de maio de 2017      | 31 de dezembro de 2020 | Prefeito e vice eleitos em sufrágio universal         |
| 51 | Caique Rossi                                      | PSD     | Mirela Fink (PODE)                                      | 1º de janeiro de 2021   | 31 de dezembro de 2024 | Prefeito e vice eleitos em sufrágio universal         |
| 51 | Caique Rossi                                      | PSD     | Rubens de Médici Ito Bertolini, Rubinho Bertolini (REP) | 1° de janeiro de 2025   | Atualidade             | Prefeito reeleito e vice eleito em sufrágio universal |

{|class="wikitable"
|bgcolor=#cccccc|cor
|bgcolor=#cccccc|descrição
|-
|bgcolor=#CCFFCC|
|bgcolor=#CCFFCC|mandatários eleitos pela Câmara de Vereadores.
|-
|bgcolor=#FFFFCC|
|bgcolor=#FFFFCC|mandatários nomeados, Câmara Municipal fechada.
|-
|bgcolor="lightblue"|
|bgcolor="lightblue"|prefeitos nomeados durante o Estado Novo.
|-
|bgcolor=#F5FFFA|
|bgcolor=#F5FFFA|prefeitos eleitos pelo voto direto.
|}